# Alexander Island (ö i Australien, Western Australia, lat -18,40, long 125,37)
Alexander Island är en ö i Australien. Den ligger i delstaten Western Australia, omkring 1 800 kilometer nordost om delstatshuvudstaden Perth.
Trakten runt Alexander Island består i huvudsak av gräsmarker. Trakten runt Alexander Island är nära nog obefolkad, med mindre än två invånare per kvadratkilometer. Genomsnittlig årsnederbörd är 823 millimeter. Den regnigaste månaden är januari, med i genomsnitt 236 mm nederbörd, och den torraste är augusti, med 1 mm nederbörd.